# Nový Zéland na Letních olympijských hrách 2008
Nový Zéland se účastnil Letní olympiády 2008. Zastupovalo ho 178 sportovců (96 mužů a 82 žen) v 17 sportech.

## Medailisté
| Medaile | Jméno                                              | Sport      | Soutěž                           |
| ------- | -------------------------------------------------- | ---------- | -------------------------------- |
| Zlato   | Georgina Evers-Swindell Caroline Evers-Swindell    | Veslování  | Ženy dvojskif                    |
| Zlato   | Valerie Viliová                                    | Atletika   | Ženy vrh koulí                   |
| Zlato   | Tom Ashley                                         | Jachting   | Muži sailboard                   |
| Stříbro | Hayden Roulston                                    | Cyklistika | Muži stíhací závod (jednotlivci) |
| Stříbro | Nick Willis                                        | Atletika   | Muži běh na 1 500 m              |
| Bronz   | Mahé Drysdale                                      | Veslování  | Muži skif                        |
| Bronz   | Nathan Twaddle George Bridgewater                  | Veslování  | Muži dvojka bez kormidelníka     |
| Bronz   | Hayden Roulston Jesse Sergent Marc Ryan Sam Bewley | Cyklistika | Muži stíhací závod (družstva)    |
| Bronz   | Bevan Docherty                                     | Triatlon   | Muži                             |